# Fundo Carnegie Para a Paz Internacional
O Fundo Carnegie para a Paz Internacional (Carnegie Endowment for International Peace) é um think-tank de política externa com centros em Washington, D.C., Moscou, Beirute, Pequim, Bruxelas e Nova Deli. Fundada em 1910 pelo magnata e filantropo Andrew Carnegie, a organização se descreve como dedicada a promover a cooperação entre as nações e a promover um engajamento internacional ativo dos Estados Unidos.
No Relatório Global de Think Tanks de 2019 da Universidade da Pensilvânia, Carnegie foi classificado como o primeiro think tank do mundo. No Relatório de 2015, Carnegie foi classificado como o terceiro think tank mais influente do mundo, depois da Brookings Institution e da Chatham House. Ele foi classificado como o maior Think Tank independente em 2018.

## História organizacional

### Estabelecimento

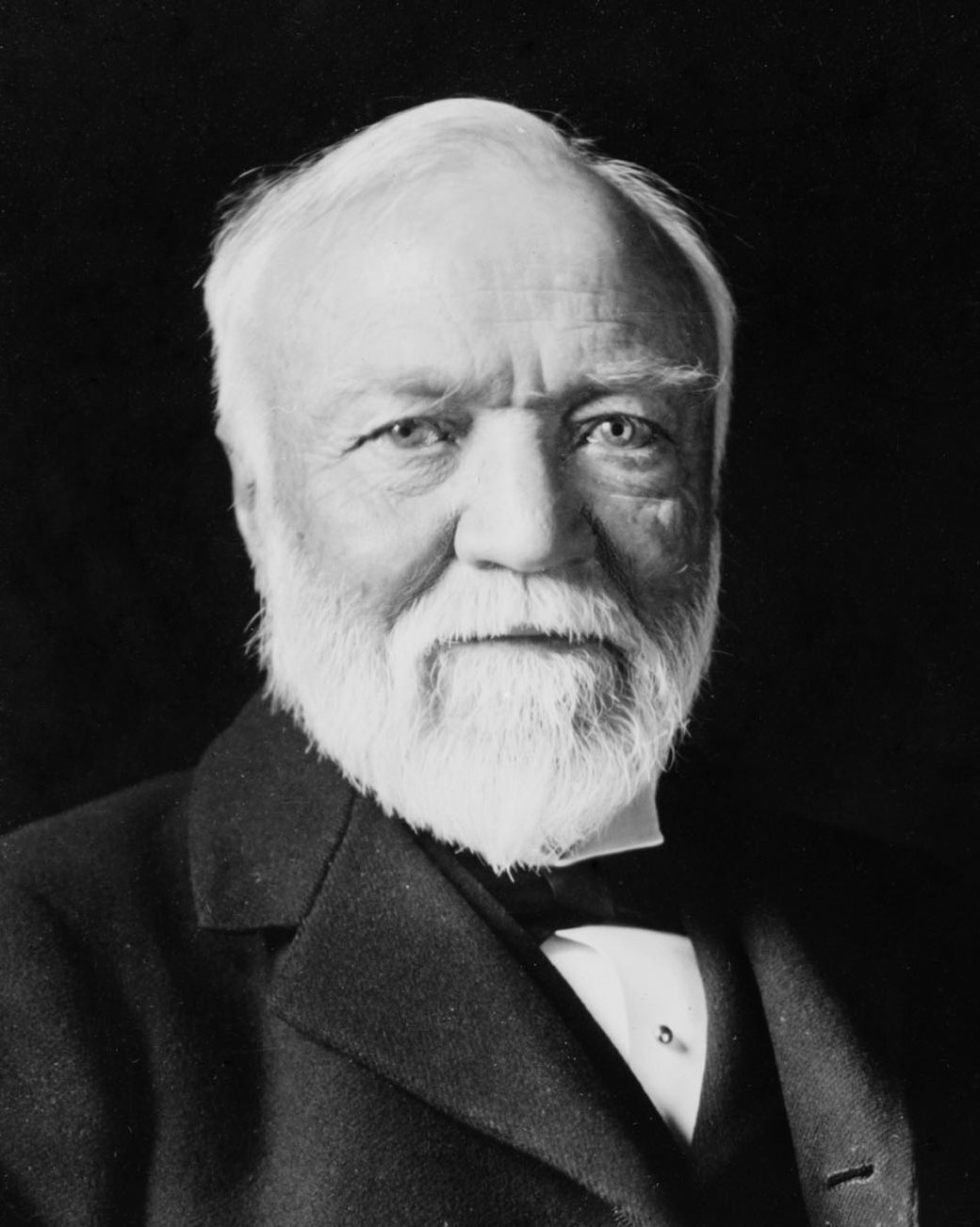
O industrialista e filantropo Andrew Carnegie em 1913

Andrew Carnegie, como outros importantes internacionalistas de sua época, acreditava que a guerra poderia ser eliminada por leis e organizações internacionais mais fortes. "Sinto-me mais atraído por essa causa do que por qualquer outra", escreveu ele em 1907. O maior compromisso de Carnegie neste campo foi a criação do Carnegie Endowment for International Peace.
Em seu septuagésimo quinto aniversário, em 25 de novembro de 1910, Andrew Carnegie anunciou o estabelecimento do Fundo com um presente de $10 milhões de dólares em títulos hipotecários iniciais, pagando uma taxa de juros de 5%. A receita de juros gerada por esses títulos seria usada para financiar um novo think tank dedicado ao avanço da causa da paz mundial. Em sua escritura de doação, apresentada em Washington em 14 de dezembro de 1910, Carnegie encarregou curadores de usar o fundo para "apressar a abolição da guerra internacional, a pior mancha sobre nossa civilização", e deu a seus curadores "a mais ampla discrição quanto às medidas e políticas que devem adotar de tempos em tempos" na realização do objetivo do fundo.
Carnegie escolheu o conselheiro de longa data Elihu Root, senador por Nova York e ex-secretário da Guerra e de Estado, para ser o primeiro presidente do Endowment. Root recebeu o Prêmio Nobel da Paz em 1912 e serviu o Fundo até 1925. Os curadores-fundadores incluíram o presidente da Universidade de Harvard Charles William Eliot, o filantropo Robert S. Brookings, o ex-embaixador dos Estados Unidos na Grã-Bretanha Joseph Hodges Choate, o ex-secretário de Estado John W. Foster e o presidente da Fundação Carnegie para o Avanço do Ensino Henry Smith Pritchett.